# شورابة (برزاوند)
شُورَابَة (بالفارسية: شورابه) هي قرية تقع في إيران في قسم برزاوند الريفي.